# Angeli (programma televisivo)
Angeli è stato un programma televisivo dedicato ad una sorta di indagine sulla spiritualità attraverso le storie di persone che sentono di essere entrate in contatto con qualcosa che non riescono a spiegare razionalmente e che spesso attribuiscono agli angeli. Trasmesso dal 1997 al 2000, inizialmente da Italia 1 e successivamente da Rete 4, con la conduzione di Marco Liorni, ritorna nel 2016 su Canale 5 con la conduzione di Elena Guarnieri.